# Dry Cell
I Dry Cell sono un gruppo nu metal, formatosi a San Francisco, negli Stati Uniti, nel 1998.

## La storia del gruppo

### I componenti
Parte della band si forma nel 1998 quando il chitarrista Danny Hartwell e il batterista Brandon Brown si incontrano al Ratt Show tenutosi alla Sunset Strip. Più tardi si aggiungerà anche la prima voce del gruppo nonché bassista Judd Gruenbaum. Il primo nome scelto per la band era "Beyond Control."
Dopo la formazione, la band ha catturato l'attenzione del talent scout Jeff Blue (già scopritore dei Linkin Park) in forza alla Warner Brothers. Sotto la guida di Jeff Blue, il gruppo trova una nuova voce in Jeff Gutt.
In un'intervista, Jeff Blue descrive i Dry Cell (a quel tempo conosciuti come "Impur") come: "Immaginate i Metallica che incontrano gli Incubus e i Linkin Park, ok? Il tutto più aggressivo. Nessun DJ, nessun rapper, potenti melodie da fenomenali musicisti."
Jeff Blue racconta anche il modo in cui ha scoperto la band: "Un mio amico mi ha parlato del batterista (che aveva 11 anni al tempo) dicendomi quanto fosse spettacolare. Ho deciso quindi di ascoltare una demo che non era così buona soprattutto perché la stavo ascoltando in strada proprio sotto dove stavano suonando, quindi decisi di salire e assistere alle loro prove e ne rimasi davvero impressionato. Da quel momento sono sempre al loro fianco in ogni momento della settimana."

### Disconnected
Dopo aver firmato per la Warner Bros. Records, la band registra il proprio primo album intitolato Disconnected. Originariamente previsto per il 16 luglio 2002, l'album venne posticipato al 27 agosto dello stesso anno.
Sorse però una disputa di natura economica tra il padre di uno dei membri del gruppo e Jeff Blue, culminato dopo mesi di "guerre" interne con l'invio di una protesta alla Warner. Due giorni dopo questa protesta i Dry Cell vennero licenziati dalla Casa Discografica.
L'unico posto in cui fu possibile acquistare Disconnected, in quantità davvero limitate, fu durante il Locobazooka Festival del 2002. Queste erano le uniche copie finali sotto Warner complete di libretto.
La band ha sempre affermato che non ci sarebbe stata nessuna possibilità di pubblicare l'album commercialmente, anche se avessero firmato un nuovo contratto discografico.

### Dopo la Warner Brothers
Dopo il divorzio con la Warner Music, i Dry Cell nel 2003 firmarono un contratto con la Epic Records, ma per ragioni ancora sconosciute il rapporto di lavoro non venne portato avanti.
Nei primi mesi del 2004, Dave Wasierski venne scelto come nuova voce della band. Nello stesso tempo, si venne a conoscenza che la band aveva completato 8 nuovi brani.
Un anno dopo Jeff Gutt tornò a far parte del gruppo, e si registrano quattro nuove tracce. Vennero pubblicate due canzoni intitolate "New Revolution" e "The Lie". Nel tardo 2005, Danny Hartwell lasciò la band ed il gruppo si sciolse. Dopo la fine del gruppo vennero rese disponibili per il download (sul MySpace ufficiale) due tracce nuove intitolate Into Oblivion e Find a Way.
Il batterista Brandon Brown entrò a far parte di una band chiamata "Katsumoto". In seguito fece parte dei "Beneath The Vultures" e degli "AllurA".
Nel febbraio del 2008, il bassista Judd Gruenbaum fa sapere attraverso il MySpace ufficiale della band, che i Dry Cell si sono riuniti per festeggiare il compleanno del chitarrista Danny Hartwell al The Roxy.
Un messaggio di speranza in seguito venne postato sul blog Myspace della band nel giugno dello stesso anno.
"I Dry Cell sono tornati a furor di popolo! Contattati dal leggendario Jeff Blue la band sta ora lavorando nuovamente a 4 nuove demo, e (ri)metterà finalmente in vendita Disconnected. Dal 13 luglio i Dry Cell inizieranno a lavorare sul prossimo album, che speriamo di pubblicare entro l'estate del 2009."
Verso fine 2008 la band pubblica 4 nuove canzoni sul proprio MySpace. I Deny, Tragedy Pass, Affliction, ed una nuova versione di The Lie.
Il 15 dicembre 2009, i Dry Cell annunciano di aver pubblicato due album nell'iTunes Store. Ma solamente a partire dal gennaio 2010 si poterono effettivamente scaricare gli album Disconnected e The Dry Cell Collection. Quest'ultimo sotto forma di raccolta, con alcune tracce pubblicate precedentemente sul MySpace ed alcune rivisitazioni delle tracce presenti in Disconnected. Solamente una canzone è da considerare "non pubblicata precedentemente" ovvero So Alive.
Attualmente entrambi gli album sono disponibili al download tramite Amazon ed iTunes.

## Formazione

### Formazione attuale
- Jeff Gutt – voce
- Danny Hartwell – chitarra
- Judd Gruenbaum – basso, voce
- Brandon Brown – batteria

### Ex componenti
- Dave Wasierski – voce (2004 - 2005)

## Discografia

### Album in studio
- 2002 - Disconnected
- 2010 - The Dry Cell Collection

### Demo
- 2001 - Impur Demo EP (con il nome di Impur)

### Videografia
- 2002 - Body Crumbles